# Abū l-Hasan ʿAlī al-Qalasādī
Abū al-Hasan ʿAlī al-Qalasādī, Al-Qualasadi, Al-Qualsadi oder al-Quraschi al-Basti (arabisch أبو الحسن علي القلصادي Abu l-Hasan Ali al-Qalasadi, * 1412 in Baza (damals Basta); † 1486 in Béja, Tunesien) war ein arabischer Mathematiker aus Spanien (al-Andalus). Er gilt als letzter bekannter islamischer Mathematiker aus al-Andalus.

## Geschichte
Al-Qalasadi verließ seine Heimatstadt nach der Eroberung durch die Christen und reist dann durch die islamische Welt. Von ihm stammen mehrere Bücher über Arithmetik und ein Buch über Algebra, ein Kommentar zu einer in Versform verfassten Algebra von al-Yasminiya (gestorben 1204).
Er benutzte Symbole in algebraischen Gleichungen. Für mathematische Operationen benutzte er entweder kurze arabische Worte oder Buchstaben, so das Wort wa (und) für Addition, illā (außer) für Subtraktion, fī (in) für Multiplikation, ʿalā (über) für Division und ج / ǧ für Wurzel, ش / š für die Unbekannte {\displaystyle x}, م / m für {\displaystyle x^{2}}, ك / k für {\displaystyle x^{3}}.  Nach A. S. Saidan hatte er auch hier aber keine Priorität. Anfänge algebraischer Notation finden sich auch bei al-Marrakuschi.
Al-Qalasadi gab Reihen zum Beispiel für Polygonalzahlen und Pyramidalzahlen an und Näherungsmethoden für Wurzeln. Diese Ergebnisse waren aber schon vorher in der arabischen Welt bekannt, einige seiner Ergebnisse zu Reihen zum Beispiel bei Yaʿisch ibn Ibrahim al-Umawi, as-Samaw'al und Abu Mansur al-Baghdadi.